# Palmarito (Mérida)
Palmarito es un pequeño pueblo de pescadores situado en las riberas del Lago de Maracaibo, en la denominada Región Sur del Lago de Maracaibo, una zona geográfica compartida entre los estado Zulia y Mérida siendo más del estado Mérida que del Zulia; el recorrido de llegada a esta población se da por una carretera que la enlaza con la Carretera Panamericana a 12 km de distancia de la misma la cual posee un bello paisaje entre cocoteros, mangos, uveros, almendrones y otros árboles que se balancean bajo la suave brisa del lago. Es el único puerto lacustre del Estado Mérida y se ubica a 212 kilómetros de la ciudad de Mérida, capital política del estado, posee un clima cálido, gente alegre y casas multicolores, nos hace recordar el ambiente del Caribe. Su población de ascendencia africana, proviene en su mayoría de los esclavos traídos durante la colonia para trabajar en las haciendas de cacao en Gibraltar. Tiene una temperatura promedio de 31 °C.
Sus riberas lacustres se aprovechan para su uso como playas recreativas, al punto que se le conoce como "la playa de Mérida".

## Historia
Este municipio del Sur del Lago fue incorporado al territorio del Estado Mérida en 1904, en virtud de un tratado entre los estados Zulia y Mérida. Primero formó parte del Distrito Libertador y hoy pertenece a Tulio Febres Cordero. 1355 habitantes se reunieron para firmar el acuerdo bilateral, el ciudadano presidente de los Estados Unidos de Venezuela, el general Cipriano Castro, el presidente del Estado Zulia Adolfo López, y el presidente del Estado Mérida Esteban Chalbauld Cardona, quienes decidieron dar pertenencia del corredor de Palmarito al estado Andino, parroquia Independencia, avaladas por el doctor Denis Quintero, jefe civil; Pedro Velásquez, prefecto, y Valentín Montesinas, secretario.

## Toponimia
No existen registros detallados del origen del nombre Palmarito,nombre común a algunos pueblos de Venezuela, específicamente en los estados Lara y Apure pero muchos sugieren que el nombre deriva de La Palma, árbol típico y muy abundante en esta región del Sur del Lago de Maracaibo.